# La Prolétaire

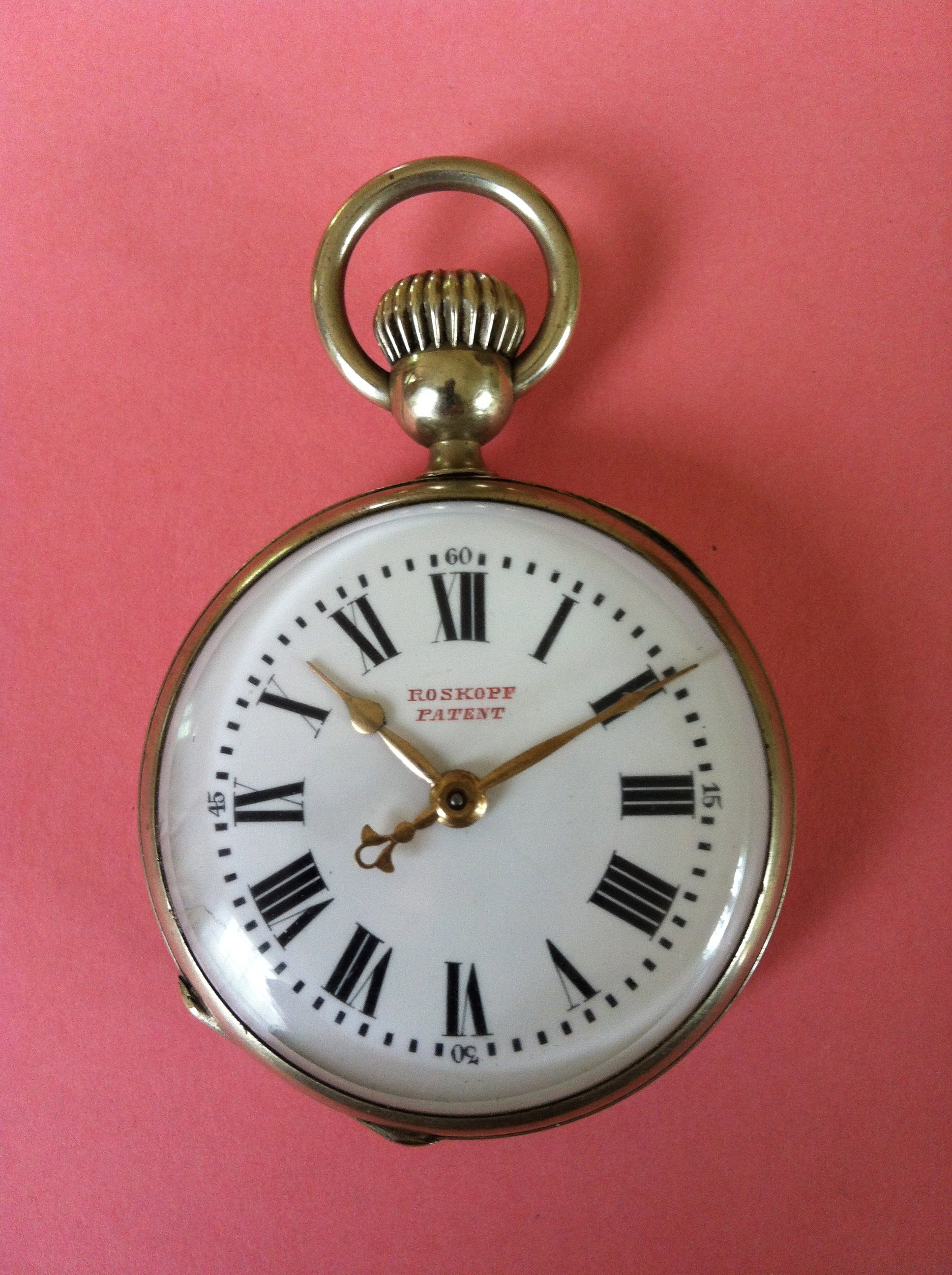
Montre Roskopf 1867

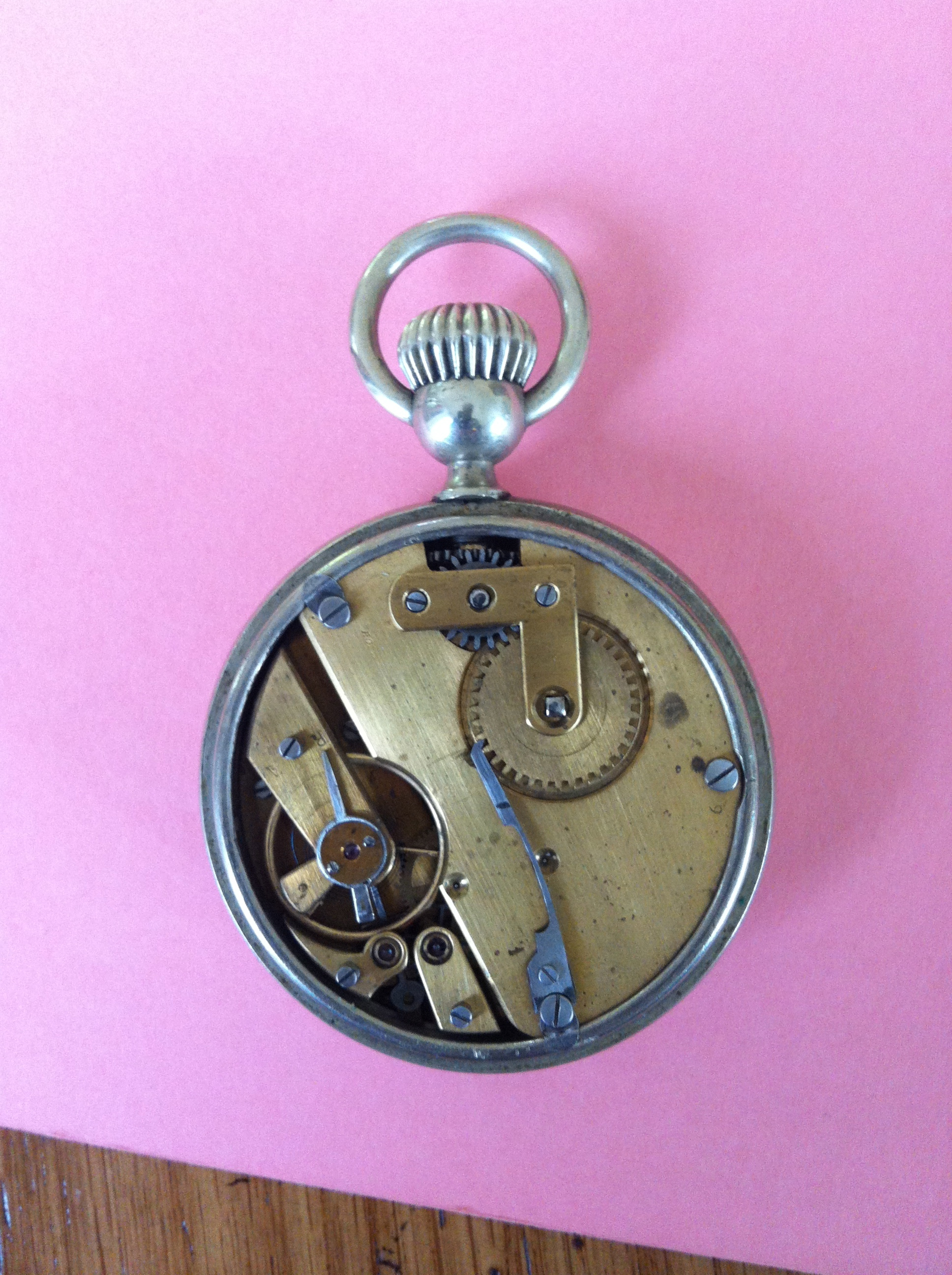
Mouvement Roskopf 1867

La Prolétaire ou « montre du pauvre » est la première montre populaire, mise au point en 1867 à La Chaux-de-Fonds (Suisse) par l'horloger Georges-Frédéric Roskopf, dont le but était de fabriquer une montre robuste et précise à la portée de toutes les bourses. La Prolétaire est passée dans l'histoire sous le nom de montre Roskopf et a fait l'objet dès 1920 d'une production industrielle au point de devenir le mouvement le plus exporté de Suisse, jusqu'à 35 millions de pièces dans les années 1970.

## Histoire
Cette montre bon marché, sans le moindre luxe, voit le jour dans une métropole horlogère réputée pour ses mouvements de grande complication, ses montres ouvragées en métal précieux et ses boîtiers en or et elle est due à un des horlogers haut de gamme qui y avait son propre établissage depuis 1835 et avait dirigé une des grandes marques de la ville, Georges-Frédéric Roskopf. À l'âge de  cinquante ans, il change complètement d'orientation, abandonne les montres de luxe et se consacre au projet d'une montre bon marché qu'il veut aussi solide et fiable qu'une autre. Les montres bon marché, qui existent à cette époque, ne marchent pas. Il y est parvenu grâce à quelques innovations techniques :
- mouvement simplifié à l'extrême ne comptant que 57 pièces (et non 160 comme une montre habituelle)
- suppression de la roue du centre
- création d'un échappement particulier ancre à goupilles
- suppression du mécanisme de mise à l'heure, qui se fait au doigt
- remontage sans clé
- utilisation de métaux non précieux[3]

## Réalisation
La réalisation de La Prolétaire s'est faite dans un climat de vive hostilité  de la part des milieux horlogers qui s'explique aisément : une montre simplifiée, en métal vil, sans finissage, heurte la mentalité  d'artisans connus pour la finesse de leur travail, une montre qui vise l'utile et non le beau ne peut que les rebuter car elle est la négation de tout ce qu'ils produisent et qui fait la réputation et la fierté de leur ville. Selon Eugène Buffat, unique biographe de Roskopf, aucun artisan de La Chaux-de-Fonds, même parmi ceux qui avaient l'habitude de travailler avec lui quand il fabriquait des modèles haut de gamme, n'a accepté de collaborer à la Prolétaire et Georges-Frédéric Roskopf a dû faire appel à des artisans du Jura français et du canton de Berne.

## Réussite
La Prolétaire est présentée à l'Exposition universelle de Paris de 1867 où elle fait l'objet d'un rapport élogieux de Louis Breguet, une célébrité dans le monde de l'horlogerie, ce qui va la lancer. Elle connaîtra tout de suite un grand succès sur les marchés internationaux, en France, en Belgique, aux Indes, au Brésil et en Égypte notamment, mais pas en Suisse et encore moins à La Chaux-de-Fonds, où elle est complètement rejetée. La résistance des Chaudefonniers à cette innovation technique s'explique non seulement par l'attachement au travail artisanal mais aussi par la crainte du travail en fabrique dont ils ne veulent pas et auquel conduit une montre aussi simple à réaliser. Leur production est organisée en de nombreux petits ateliers indépendants, parfois familiaux, qui fournissent chacun une partie de la montre et il en faut une soixantaine pour réaliser un modèle traditionnel. C'est toute leur organisation professionnelle, sociale et même culturelle qui était menacée. Georges-Frédéric Roskopf fut un précurseur d'un point de vue technique parce qu'il a réussi à simplifier le mouvement, d'un point de vue social car pour la première fois la classe ouvrière pouvait se payer une montre, objet jusqu'alors réservé à la bourgeoisie, mais il a été violemment rejeté par les siens et le succès de sa montre s'est joué sur le plan international.

### Destin de la Prolétaire
Les commandes affluent dès 1868 et pour les satisfaire G.-F. Roskopf devrait s'agrandir, faire des investissements, se moderniser. Il a 61 ans, décide en 1874 de remettre son affaire à deux entreprises chaudefonnières, Wille Frères et Charles-Léon Schmid et se retire à Berne où il mourra en 1889. Les successeurs de Roskopf ont très vite développé une production industrielle et ont édifié deux fabriques de Roskopf Patent à La Chaux-de-Fonds, où le travail en petits ateliers finira par disparaître. Au cours du XXe siècle, cette montre  est produite en masse, on ne se souvient pas du surnom que lui avait donné son créateur, la Prolétaire, on parle désormais de la montre Roskopf, elle est exportée dans le monde entier, notamment entre les deux guerres dans l'Empire britannique et après la Seconde Guerre mondiale aux États-Unis, elle devient même le mouvement et la montre les plus exportés de Suisse, sa production culmine à 35 millions de pièces dans les années 1970. Elle va disparaître avec l'avènement de la montre électronique, on dira alors qu'elle est l'ancêtre de la Swatch.